# Kőrös József
Kőrös József, Buksi (Budapest, 1952. június 17. – Szigetszentmiklós, 2013. szeptember 10.) gitáros, a Hobo Blues Band alapító tagja, amelyben 1978 és 1982 között játszott.

## Élete
Az Androméda együttesben, majd az Ikarus zenekarban játszott. Az Ikarus tagjaként ő kezdeményezte, hogy az énekesüket cseréljék le Hobóra. Így alakult meg a Hobo Blues Band 1978. április 15-én egy Lajos utcai kocsmában. Itt Kőrös József a következő tagokkal játszott: Hobo (ének), Szakács László (dob), Gecse János (basszusgitár). Novemberben Gecse János helyére Póka Egon (basszusgitár) került az együttesbe. Póka Egon hamarosan gyökeresen átalakította a zenekart, és az alapítók közül Hobo mellett csak Kőrös József maradt meg. Professzionálisnak számító muzsikusok csatlakoztak a csapathoz, s ekkor alakult ki az első ismertebb felállás: Hobo és Póka mellett Döme Dezső (dob), Szénich János (gitár), Kőrös József (gitár). Később Deák Bill Gyula (ének) is csatlakozott az együtteshez. Ebben a felállásban láthatjuk őket Szomjas György 1981-es Kopaszkutya című zenés filmjében.
Az első két Hobo Blues Band lemezen játszott (Középeurópai Hobo Blues, Oly sokáig voltunk lenn). A Középeurópai Hobo Blues felvételeihez a ruhaterveket is ő készítette. Olyan számokban gitározott, mint a Hey Joe, a Ki vagyok én?, a Rolling Stones blues, a 3:20-as blues, az Enyém, tied, miénk, a Kőbánya blues, a Tetovált lány, a Hosszúlábú asszony, a Mata Hari, A hetedik vagy a Halál apa blues. Fellépett a legendás Fekete Bárányok koncerten együtt a Hobo Blues Band akkori másik gitárosával, Szénich Jánossal. 1979-ben vendégként fellépett az Omega együttes Kisstadionban tartott Élő Omega koncertjén. Helyét az együttesben hivatalosan 1983-ban Tátrai Tibor vette át.
A Hobo Blues Band után 1983–1987 között a Soltész Rezső állandó kísérőzenekarának számító Médium együttes vezetője volt, de az együttes számos más pop- és táncdalelőadót is kísért (Koós János, Korda György, Delhusa Gjon, Zalatnay Sarolta, Kovács Kati). 1987-től Nyugat-Németországban, Kanadában és Amerikában, majd az Atlanti-óceánon egy hajón zenélt. Később a Marathon Trió tagja lett, és játszott a Zenit együttesben is, többször fellépett a Thanks Jimi gitárfesztiválon. Vendégként játszott a vörösiszap katasztrófa áldozatainak megsegítéséért rendezett koncerten a Shadows Live Group együttesben.
2008-ban ő is színpadra lépett a zenekar 30. születésnapi buliján a Papp László Budapest Sportarénában.
Részt vett a klasszikusok rock gitáron című lemezsorozat elkészítésében, több mű esetén szólógitárosként.

## Halála
2013. szeptember 10-én halt meg tüdőembóliában. A Hobo Blues Band a halála utáni héten adott koncertjén az ő emlékére játszotta el a Halálapa bluest. Búcsúztatásán, 2013. szeptember 20-án a zenészek nevében Hobo, Gecse János és Baumgartner Ferenc búcsúztak tőle. Hamvai szétszórásakor Eric Clapton zenéje szólt.